# Piombino
Pour les articles homonymes, voir Piombino (homonymie).
Piombino est une ville italienne d'environ 35 000 habitants, située dans la province de Livourne en Toscane. Piombino fait face à l'île d'Elbe dont la ville est séparée par le canal de Piombino, large d'une dizaine de kilomètres.
Il est également probable que Piombino était déjà développé au cours de la domination ostrogothe.

## Géographie
La ville est située au centre du littoral toscan et dans la partie la plus étroite du détroit.

## Toponyme
Le nom de la ville provient probablement de Piombino de Populino (qui signifie « Petit Populonia »), donné par des réfugiés à un petit village où ils avaient trouvé refuge après l'attaque de la ville par des pirates grecs (IXe siècle).

## Histoire

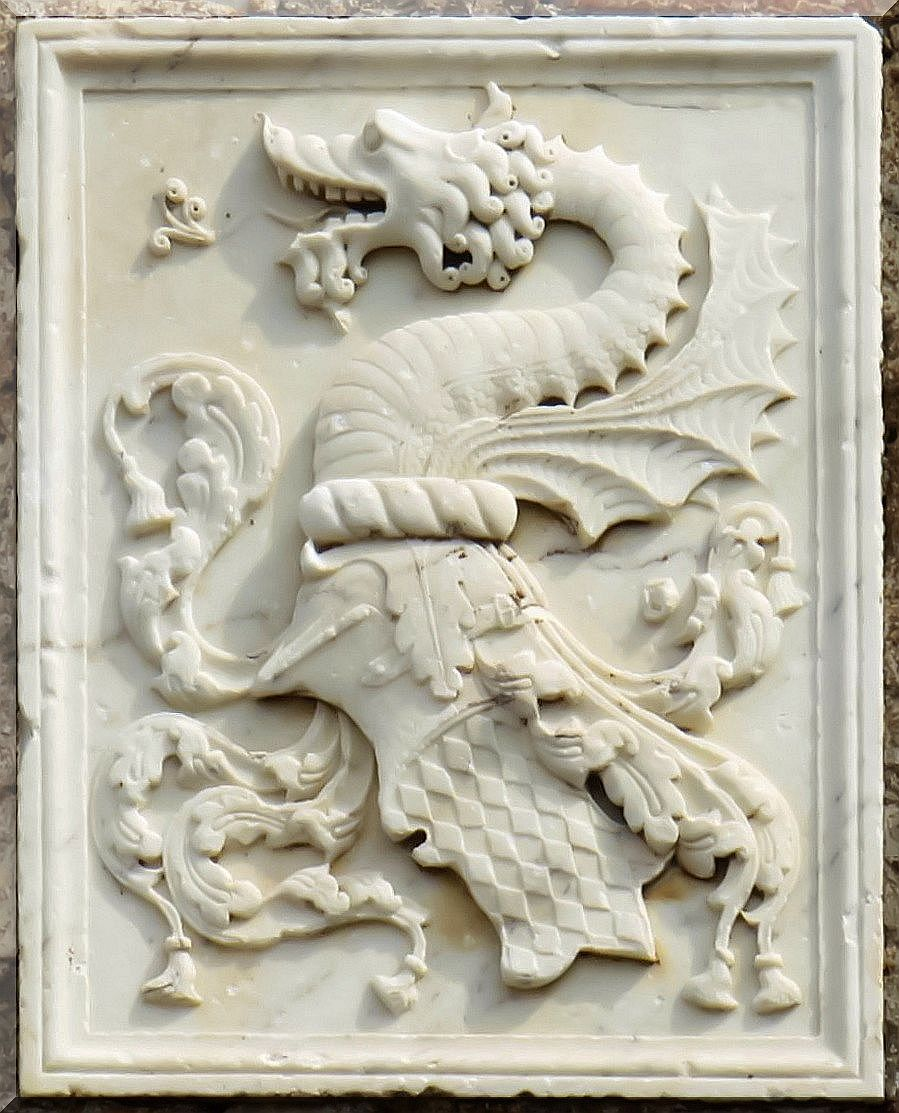
Armoiries des Appiani, nobles de Piombino, représentant un dragon ondulé, casque de chevalier et rubans allégoriques — Travail du sculpteur Florentine Andrea Guardi, vers 1405-1476.

Piombino a d'abord été connue comme un port de l'époque étrusque, la ville principale de la zone étant alors Populonia (maintenant devenue un hameau de la commune de Piombino). On y débarquait probablement dès la période étrusque du fer pré-traité dans les bas fourneaux de l'île d'Elbe (sous forme de « loupe » ou blumo).
Dans l'Antiquité, la ville est connue sous le nom de Falesia (francisé en Falésie).
En 1022, le monastère de San Giustiniano est fondé dans la région, ce qui va stimuler l'activité de pêche. Piombino est en 1115 le second port de la république de Pise : le pouvoir y est exercé par un Capitano (« Capitaine »). La richesse de la ville et l'intérêt portuaire font de la ville un des enjeux stratégiques des conflits entre les Pisans et les Génois (XIIe – XIIIe siècles) ; la ville a été à cette époque pillée à plusieurs reprises. 
En 1248, le Capitaine Ugolino Arsopachi fortifie la ville.
Le château de Piombino reste une possession pisane jusqu'à ce que Gerardo Appiani, cédant Pise à la milanaise Visconti, en détache l’État indépendant de Piombino, Elbe, Pianosa et Montecristo pour sa famille, qui les a conservés jusqu'en 1634. 
En 1445, par l'intermédiaire de son mariage avec Caterina Appiani, Rinaldo Orsini en acquiert la seigneurie. En 1501-1503 la principauté était une possession de Cesare Borgia. En 1509 les Appiani deviennent princes du Saint Empire romain germanique avec le titre de Piombino.
Cosme Ier de Toscane occupe la ville lors de la guerre contre Sienne en 1553 et en 1555 une flotte française et ottomane attaque Piombino, mais est finalement repoussée. En 1557, un traité de paix rétablit la souveraineté des Appiani, à l'exception de Portoferraio, qui est donné au Grand-Duché de Toscane, et de la zone d'Orbetello qui devient une forteresse espagnole (« presidio »). 
En 1594, une « principauté de Piombino » est créée par l'empereur Rodolphe II de Habsbourg, le premier prince en étant Alessandro Appiani d'Aragona. En 1634, le titre en est acquis par les Ludovisi, dont Niccolò I  avait épousé Polissena Appiani en 1632.
En 1708, le titre passe aux Boncompagni avec Antoine Ier. En 1801, Napoléon abolit la Principauté, et Piombino et ses terres sont annexés au royaume d'Étrurie, avant en 1805, d'être remis à la sœur de Napoléon, Elisa Baciocchi. Après la défaite définitive de Napoléon et le congrès de Vienne, l'État de Piombino est annexé au Grand-duché de Toscane et puis au royaume unifié d'Italie en 1860.
Au cours de la Seconde Guerre mondiale, après la chute du gouvernement fasciste, Piombino a résisté quelques jours à une tentative d'invasion des forces allemandes  par la mer (voir bataille de Piombino) et pour les actes de ses citoyens, la ville s'est vu remettre une médaille d'or de la vaillance militaire par le président Carlo Azeglio Ciampi.

## Monuments et lieux d'intérêt

### Architecture militaire
- Murailles de Piombino (XIIIe siècle au XVIe siècle)
- Château de Piombino (XIIIe siècle au XVIe siècle)
- Citadelle de Piombino (XVe siècle)
- Tour du Sel (XVIIe siècle)
- Tour Mozza (XVIe siècle)
- Tour de Baratti (Porto Baratti) (XVe siècle)
- Torre Nuova (XVIIe siècle)
- Forteresse de Populonia (XIVe siècle)

### Aire naturelle
- Parc naturel côtier de la Sterpaia
- Parc interprovincial de Montioni
- Parc communal de Punta Falcone
- Réserve naturelle des marais d'Orti-Bottagone

### Site archéologique
- Parc archéologique de Baratti et Populonia
- Parc des nécropoles de Populonia

## Économie
Piombino est une ville très industrielle qui dépend notamment de la sidérurgie (usine Sollac/Mittal). La sidérurgie est pratiquée dans cette région depuis plus de 2700 ans, l'île d'Elbe ayant été exploitée pour son minerai de fer (et dans une moindre mesure de cuivre) dès la fin de la préhistoire et durant les civilisations étrusque, grecques et romaine.

### Industrie métallurgique
La région de Piombino abrite plusieurs très grands sites industriels, dont :
- L'aciérie du groupe Lucchini SpA (Severstal Group). C'est en termes de personnel l'entreprise la plus importante du territoire de Piombino et de l'ensemble de la province de Livourne. Elle a un effectif d'environ 2 500 salariés (5 000 de plus compte tenu des emplois induits par la sous-traitance et d'autres services). Cette aciérie s'étend sur plus de douze kilomètres et est le second producteur national d'acier (après Ilva / Riva Acciai de Tarente). L'usine née autour de 1860, favorisé par l'exploitation des gisements de fer des mines de l'Elbe et de calcaire de Campiglia (utilisé comme agent fondant), produit de l'acier en un cycle continu. Elle fait suite à la tradition métallurgique historique qui n'a pas cessé depuis la période étrusque dans cette région. La construction et le fonctionnement de cette usine ont été le principal moteur de l'immigration et de la croissance démographique de la ville de Piombino du début du XXe siècle aux années 1970. Elle a changé plusieurs fois de nom (Alti Forni e Fonderie di Piombino, Ilva, Italsider, Finsider, Deltasider, Acciaierie di Piombino, Acciaierie e Ferriere di Piombino), mais a toujours été contrôlée par l'État et le groupe IRI jusqu'en 1992, avec au cours des années 1980 plus de 10 000 employés. Ensuite la grande crise de la métallurgie européenne qui a culminé en 1992 a cumulé ses effets avec ceux des privatisations et des délocalisations : le nombre des employés s'est effondré (la démographie de la ville elle-même a chuté à partir des années 1980) alors que l'usine était retirée de l'IRI et que le groupe Lucchini était racheté en 2005 par le géant russe Severstal ;
- Le groupe Arcelor Mittal détient la seconde plus grande usine (également métallurgique) de Piombino qui emploie environ 800 personnes. Elle a été fondée au début du XXe siècle et a fonctionné en cycle continu jusqu'à la Seconde Guerre mondiale. L'aciérie a ensuite été privatisée, ne conservant qu'une seule unité de galvanisation de produit semi-finis. Jusqu'en 2005, l'usine a été appelé « La Magona d'Italia » ;
- Tenaris Dalmine est une usine produisant des tuyaux depuis les années 1960. Elle est située dans la banlieue-est de Piombino, contre l'aciérie Lucchini SpA. Elle compte environ 200 employés et produit des tubes en acier de différents diamètres.

Ces trois grands sites industriels sont responsables d'une pollution significative de l'air, de l'eau, des sédiments et des sols, mais elles ont fortement contribué à l'explosion démographique et économique de la ville et de son territoire (Val di Cornia) depuis le début du XXe siècle, jusqu'à la crise de la métallurgie.

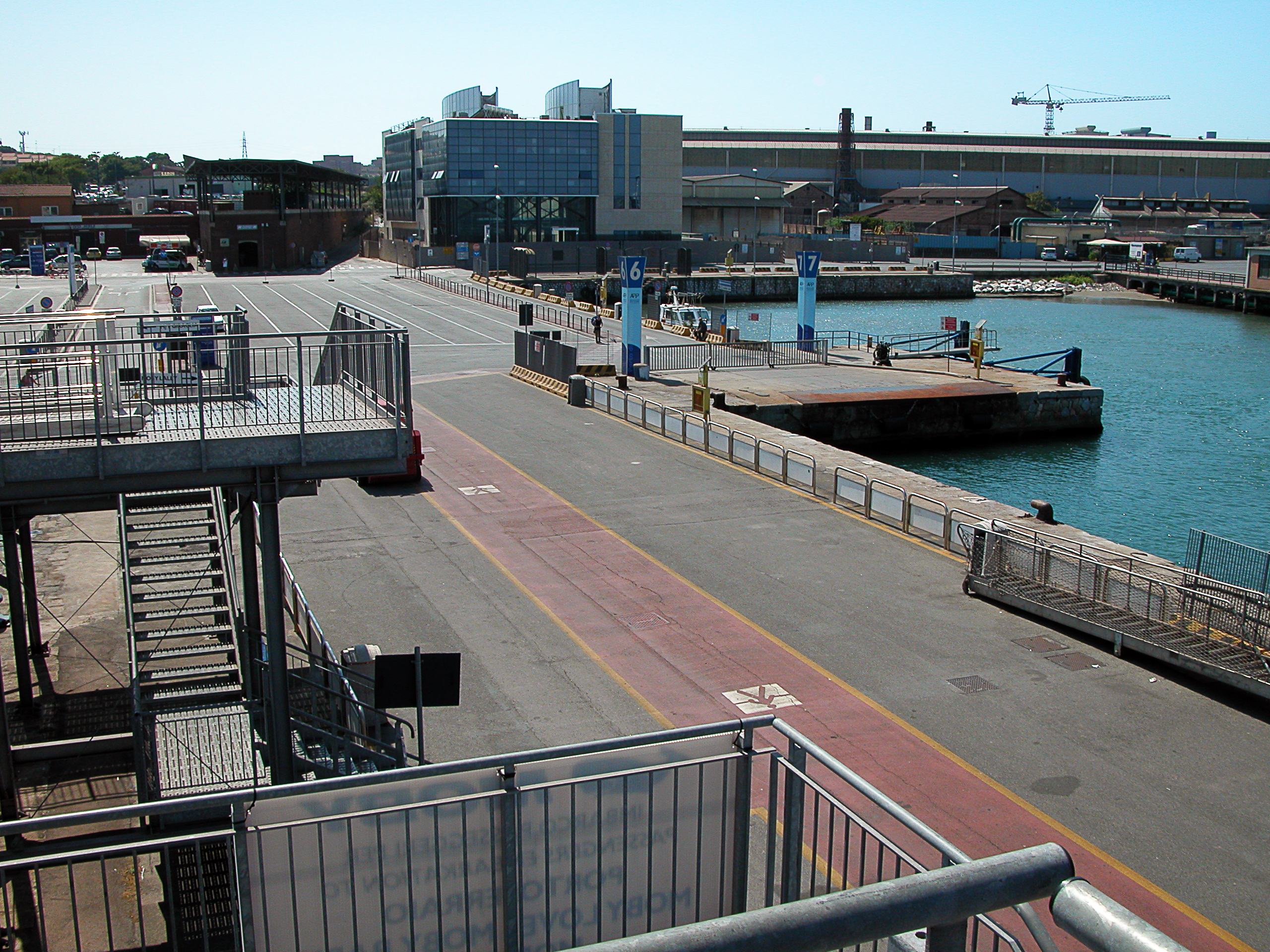
Gare maritime de Piombino.

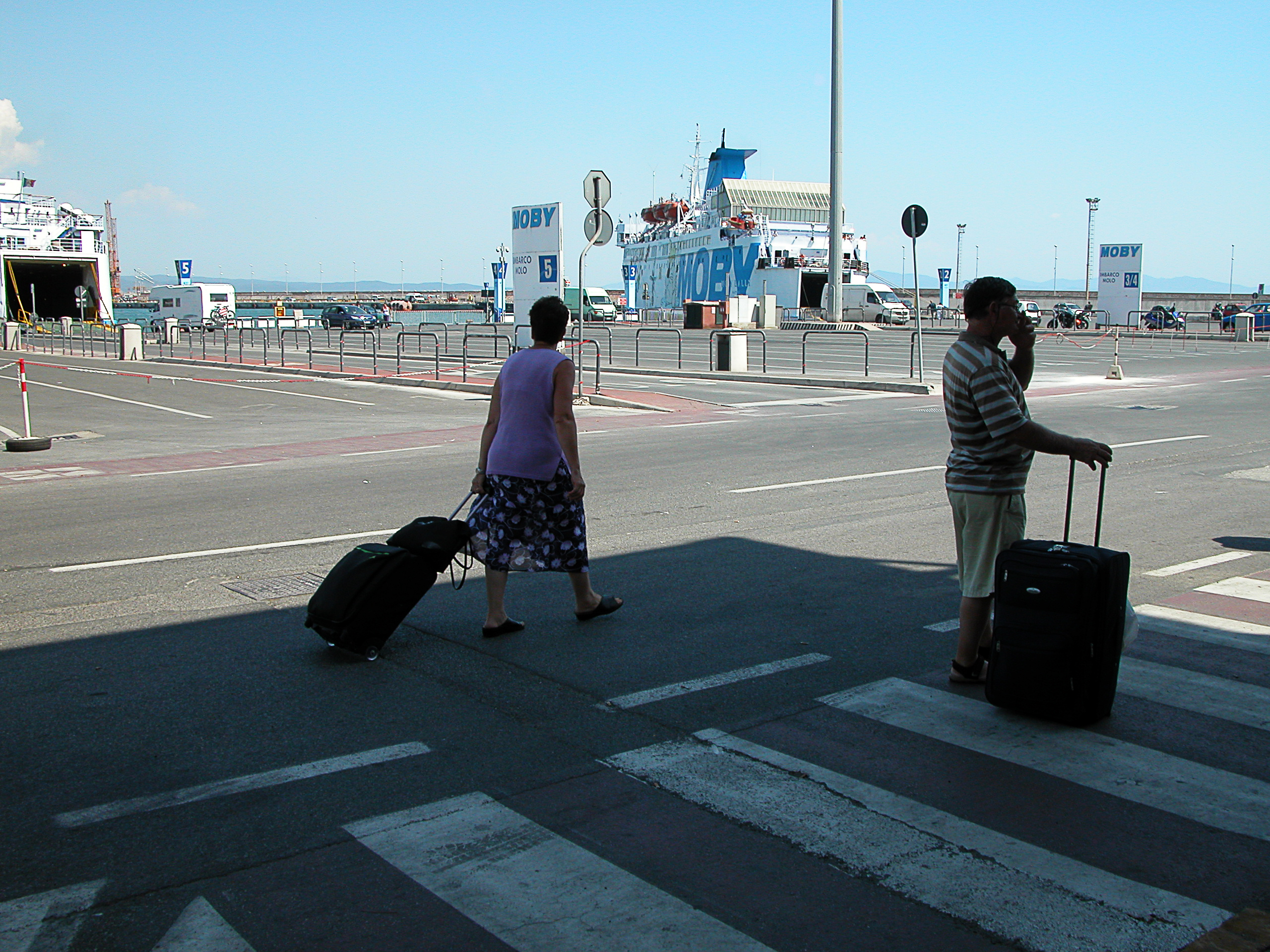
Zone d'embarquement pour l'île d'Elbe à Piombino.

### Tourisme
Malgré le contexte industriel et de pollution, la ville bénéficie aussi - en termes de tourisme - de la présence de musées et monuments anciens et de la proximité de l'île d'Elbe dont Piombino Marina est le principal port d'embarquement (plus d'un bateau par heure la journée) vers Portoferraio. 

## Culture
Musées de la ville :
- Musée archéologique du territoire de Populonia exposant les vestiges des tombes étrusques de Populonia, la mosaïque des poissons, l'amphore de Baratti...
- Parc archéologique de Baratti et Populonia
- Museo diocesano d'arte sacra Andrea Guardi (it)

## Administration
| Période                                  | Période | Identité          | Étiquette            | Qualité |
| ---------------------------------------- | ------- | ----------------- | -------------------- | ------- |
| 2004                                     | 2014    | Gianni Anselmi    | Démocrates de gauche |         |
| 2014                                     | 2019    | Massimo Giuliani  | Parti démocrate      |         |
| 2019                                     |         | Francesco Ferrari | Forza Italia         |         |
| Les données manquantes sont à compléter. |         |                   |                      |         |

### Hameaux
Baratti, Fiorentina, Gagno, Populonia, Populonia Stazione, Riotorto.

### Communes limitrophes
Campiglia Marittima, Follonica, San Vincenzo, Suvereto

## Jumelage
- Flémalle (Belgique)